# Cyclamini-Quercetum

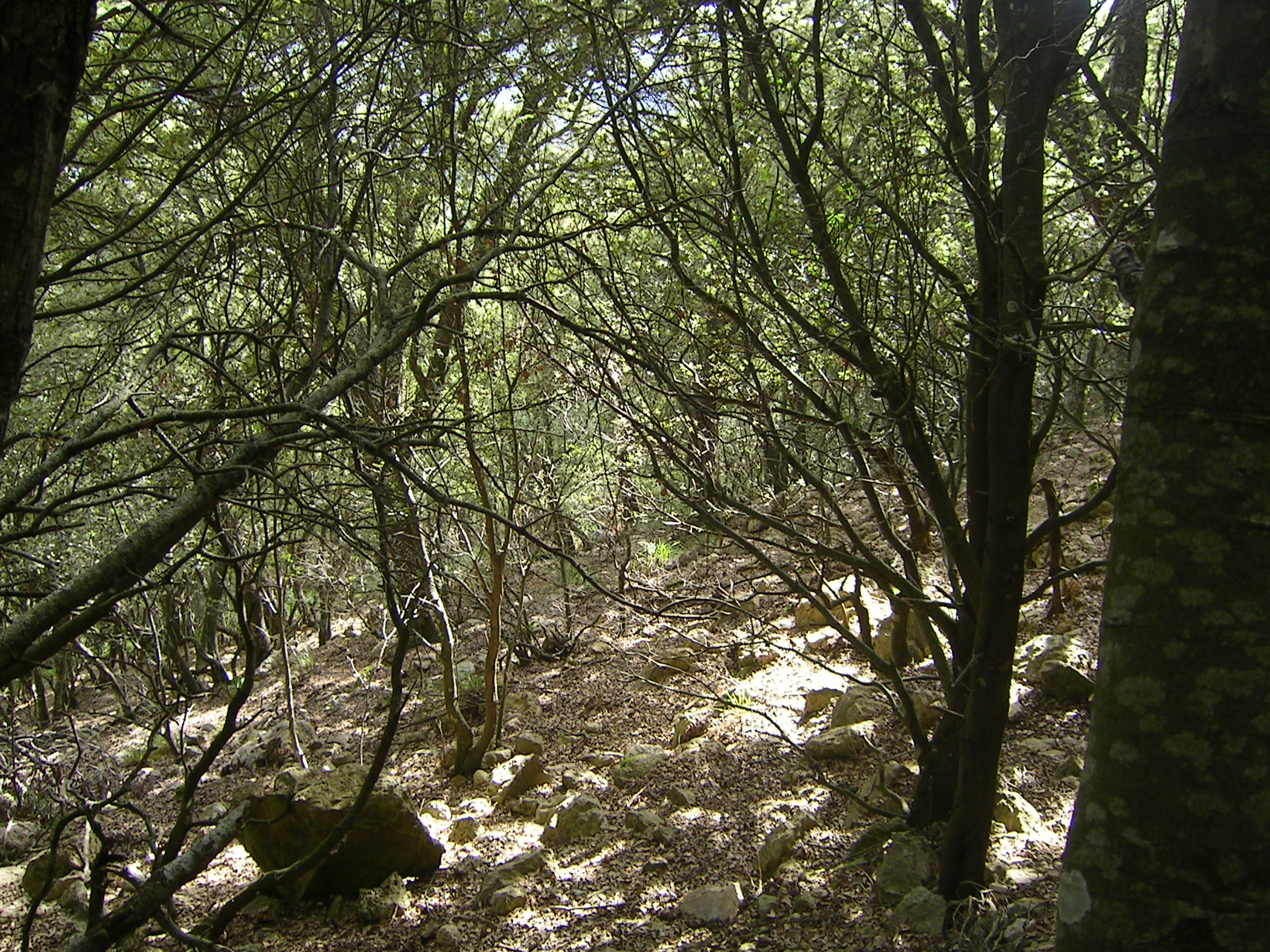
Un alzinar al Coll del Prat, Escorca, Mallorca

En fitosociologia Cyclamini-Quercetum és una associació que pertany a l'aliança de Quercion ilicis. És l'alzinar balear. De fet, només es troba a Mallorca i Menorca. Guarda moltes semblances amb l'alzinar litoral (del Viburno tini-Quercetum illicis o de l'Asplenio onopteridis-Quercetum illicis), malgrat que li'n manquen espècies força característiques com el marfull, l'aladern o l'aladern fals. Aquest empobriment, el supleix amb plantes endèmiques que li atorguen una personalitat innegable.
Això fa que el sotabosc es presenti menys imposant. Aquest empobriment es compensa amb espècies de la màquia i comunitats obertes de zones més eixutes com el fraret, el llistó o el càrritx.
Les plantes característiques d'aquesta associació són:
- Cyclamen balearicum
- Rubia peregrina subsp. longifolia
- Smilax aspera subsp. balearica
- Cneorum tricoccon (a Mallorca)
- Phillyrea latifolia subsp. media var. rodriguezii (Menorca)
- Carex halleriana subs. bracteosa (Menorca)
- Myrtus communis (Menorca)

L'activitat ramadera intensa que han sofert al llarg dels segles les illes fa difícil de precisar amb rigor el paper veritable de les plantes de la màquia al si de l'alzinar.